# Eucalyptus dundasii
Eucalyptus dundasii är en myrtenväxtart som beskrevs av Joseph Henry Maiden. Eucalyptus dundasii ingår i släktet Eucalyptus och familjen myrtenväxter. Inga underarter finns listade i Catalogue of Life.

## Bildgalleri

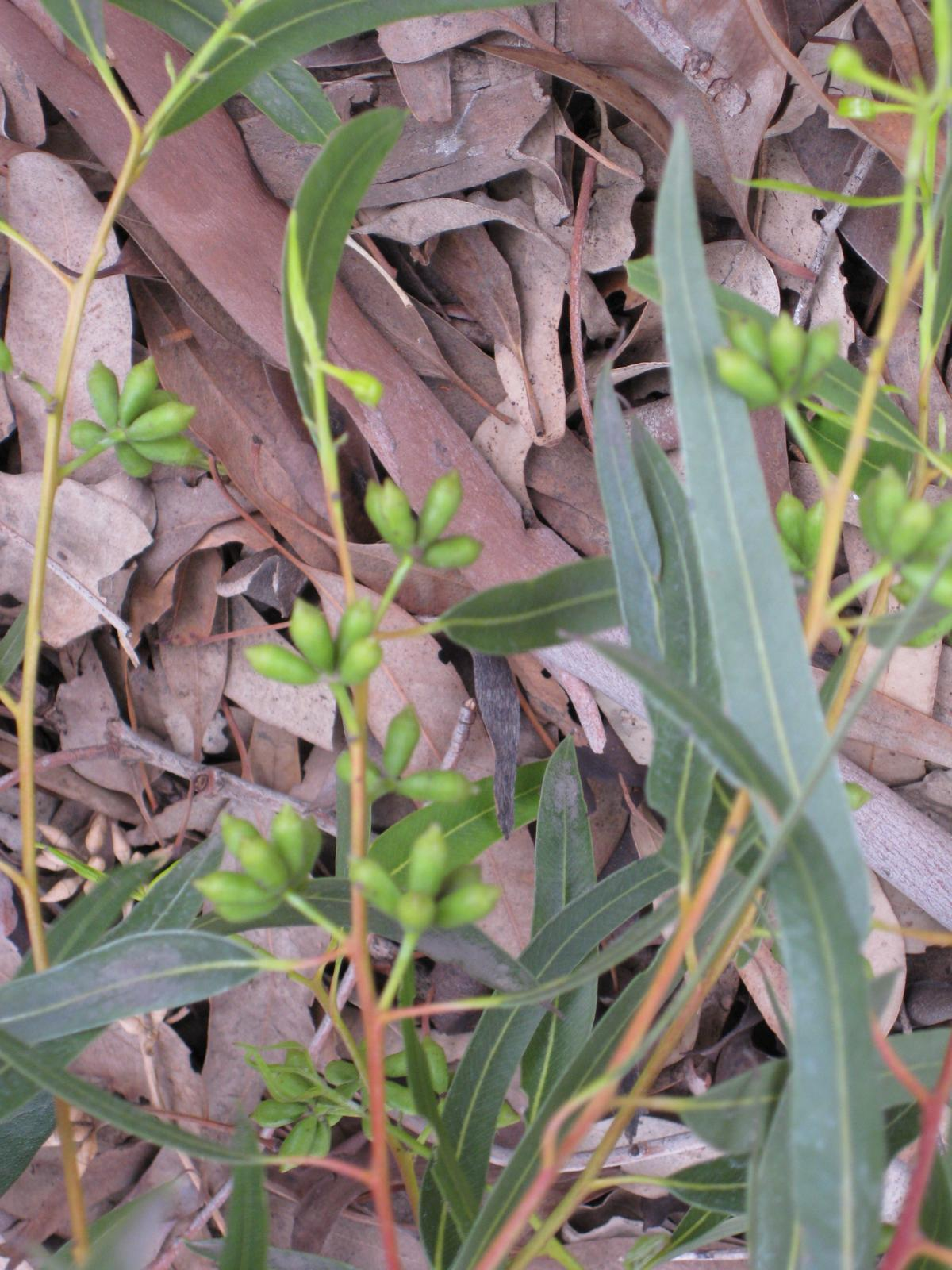